# Ga Tiên Kiên
Ga Tiên Kiên là một nhà ga xe lửa tại xã Lâm Thao, tỉnh Phú Thọ. Nhà ga là một điểm của đường sắt Hà Nội - Lào Cai và nối với ga Phủ Đức với ga Phú Thọ.